# Billy the Kid (Lucky Luke)
Billy the Kid is het twintigste stripalbum uit de stripreeks Lucky Luke. Het verhaal werd geschreven door René Goscinny en getekend door Morris. Het beschrijft de gevangenneming van Billy the Kid door Lucky Luke. Het album werd in 1962 uitgegeven door Dupuis.

## Verhaal
Billy the Kid vestigt zich in een stadje en jaagt de inwoners de stuipen op het lijf. Iedereen is bang voor hem. Hij wordt hierin neergezet als een onberekenbaar klein mannetje, met een verwend, opvliegend en onberekenbaar karakter. Hoewel hij een desperado is, gedraagt hij zich als een klein kind (Lucky Luke noemt hem dan ook voortdurend "vlegel" en "bengel"). Hij berooft de bank wanneer hij daar zin in heeft, steelt karamels uit een winkel, dwingt een man hem voor te lezen (hij kan zelf niet lezen), en verplicht de saloon om niets anders dan warme chocolademelk te schenken. 's Avonds slaapt hij met in plaats van zijn duim de loop van zijn revolver in zijn mond.
Lucky Luke kan echter niets beginnen, want niemand durft tegen Billy te getuigen. De winkelier die door Billy is bestolen valt flauw van angst, de rechter spreekt hem vrij, en de sheriff die hem moet opsluiten behandelt hem alsof hij in een hotel is. Lucky Luke zal dus een plan moeten bedenken.
Lucky Luke doet nu alsof hij ook een misdadiger is: hij "berooft" de bank (later geeft hij alles terug), intimideert de gasten in de saloon (maar betaalt later de kapotgeschoten glazen en spiegel), en de mensen doen alsof ze doodsbang zijn. Billy trapt erin en wordt stikjaloers. Hij daagt Lucky Luke uit voor een duel.
Op weg naar het duel "moedigen" de mensen hem aan: "je kan het Billy", "voor de goede zaak Billy". Dit is een nog grotere vernedering: hij wil de grootste desperado van het Westen zijn en wordt nu als een held gezien! Woedend werpt hij zich op de grond, waar hij huilt en schreeuwt dat hij een desperado is.
Lucky Luke komt tevoorschijn. Maar voor hij Billy arresteert doet hij wat hij al het hele album van plan was. Billy krijgt wat hij verdient... een pak voor de broek!

## Achtergronden bij het verhaal
- Billy the Kid was een authentiek historisch personage. De bijnaam was terecht, hij werd op 21-jarige leeftijd doodgeschoten.
- Hij dook al eerder op in de stripreeks, in het album De bende van Joss Jamon, maar was toen nog volledig anders getekend.
- Billy the Kid keerde later nog eens terug in de reeks in het album Het escorte.